# Gazzetta di Parma
La Gazzetta di Parma è un quotidiano italiano edito a Parma e in alcune zone della sua provincia. Il numero più antico tuttora esistente, ancora non quotidiano, è datato 19 aprile 1735, ma la prima copia in assoluto risalirebbe al 20 giugno 1728. La sua redazione è costituita da circa quaranta redattori. Dal 1º marzo 2019 il giornale è diretto da Claudio Rinaldi.

## Storia

### Origini

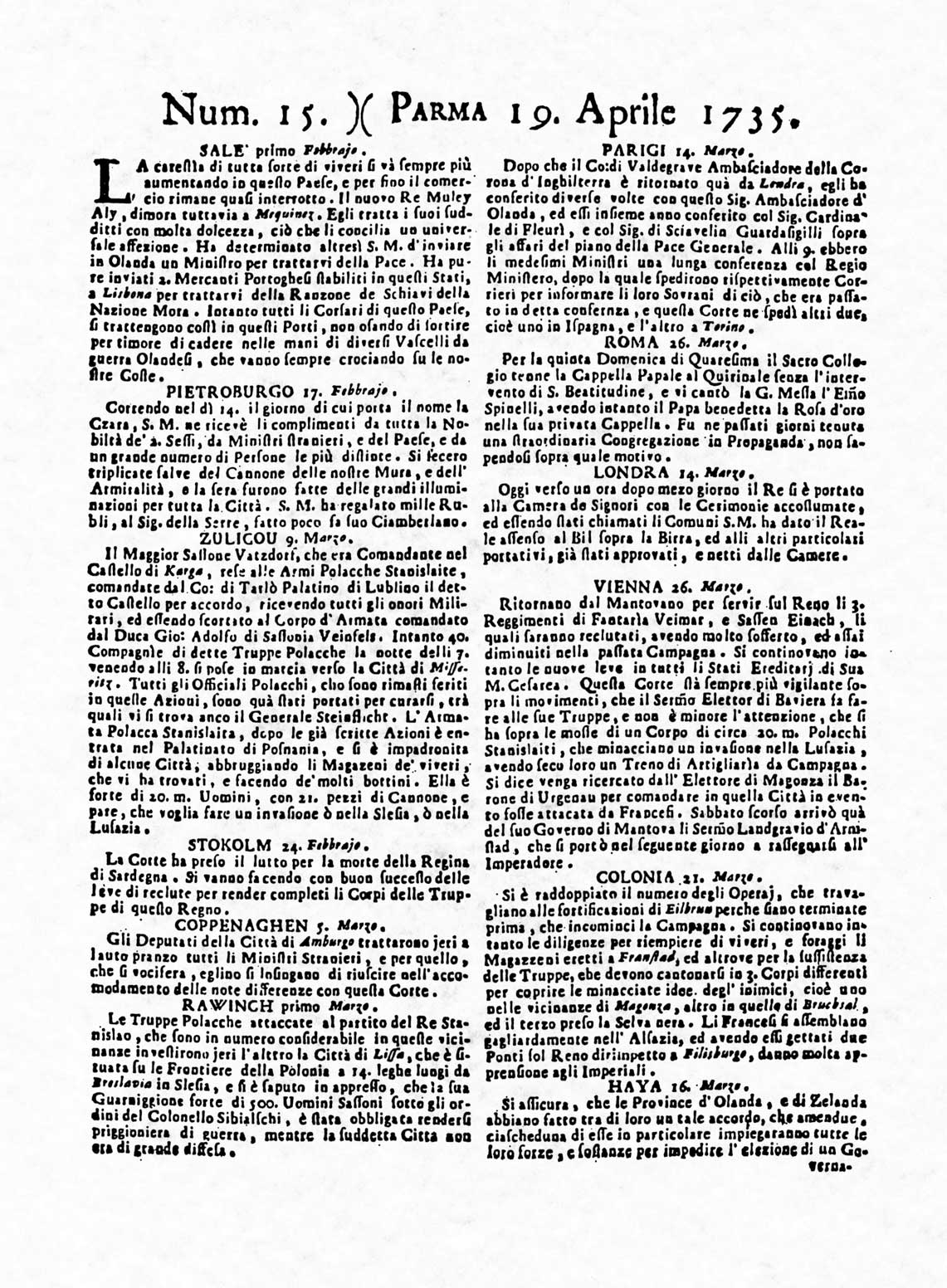
Il più antico numero tuttora esistente della Gazzetta di Parma, datato 19 aprile 1735

La Gazzetta di Parma fu fondata nella prima metà del XVIII secolo. Il più antico esemplare ancora esistente, stampato dal tipografo Giuseppe Rosati, risale al 19 aprile 1735, ma non fu sicuramente il primo pubblicato. Uno studio ottocentesco sulle Prime Gazzette in Italia di Salvatore Bongi cita infatti le annate del 1729 e 1730, che tuttavia furono disperse durante la seconda guerra mondiale.
Le ricerche eseguite tra il 2018 e il 2021 dallo storico Roberto Lasagni hanno però permesso di ricostruire con maggiore dettaglio la nascita del giornale e di datarne l'uscita della prima copia al 20 giugno 1728. In particolare, il 17 febbraio 1728 il duca di Parma Antonio Farnese, con un atto ora conservato all'Archivio di Stato, consentì al tipografo Giuseppe Rosati la facoltà di pubblicare le gazette in questa nostra città. La prima stampa avvenne però solo alcuni mesi dopo, come dimostrato dal manoscritto Estratti delle cose più rimarchevoli ricavate da altro libro intitolato Giornale di Parma custodito alla biblioteca Palatina, che testimonia che il 1728 20 giugno. Per la prima volta escono dal torchio di Giuseppe Rosati li foglietti per privilegio di sua altezza.
Dopo la morte del Duca, il 4 gennaio 1732 il segretario di Stato Ignazio Felice Santi inviò, per conto della duchessa reggente Dorotea Sofia di Neuburg, una lettera, rinvenuta all'Archivio di Stato nel 1985 dallo storico Marzio Dall'Acqua, acconsentendo che lo stampatore Giuseppe Rosati continui di settimana in settimana l'impressione della solita Gazzetta di Parma.
Il giornale, secondo il modello delle gazzette settecentesche, riportava soltanto notizie dall'estero, in maggioranza europee ma talvolta anche da altri continenti, e i principali decreti e grida ducali di interesse pubblico. Veniva all'epoca pubblicato su quattro fogli, a cadenza settimanale.

### Epoca borbonica
Nel 1756, dopo alcuni anni di interruzione, il tipografo Filippo Carmignani, con l'appoggio del primo ministro ducale Guillaume du Tillot, riavviò la pubblicazione del giornale, che continuò a essere stampato a cadenza settimanale ogni martedì, in 300 copie di cui 1/3 gratuite.
Nel 1772 la proprietà della Gazzetta di Parma passò direttamente al governo borbonico, che ne affidò la pubblicazione alla Stamperia Reale diretta da Giambattista Bodoni; il tipografo modificò e ingentilì la veste grafica del giornale, che fu pubblicato ininterrottamente fino al 29 luglio del 1796, quando il duca Ferdinando I di Parma, durante la campagna d'Italia di Napoleone Bonaparte, ne interruppe per prudenza la stampa.

### Epoca napoleonica

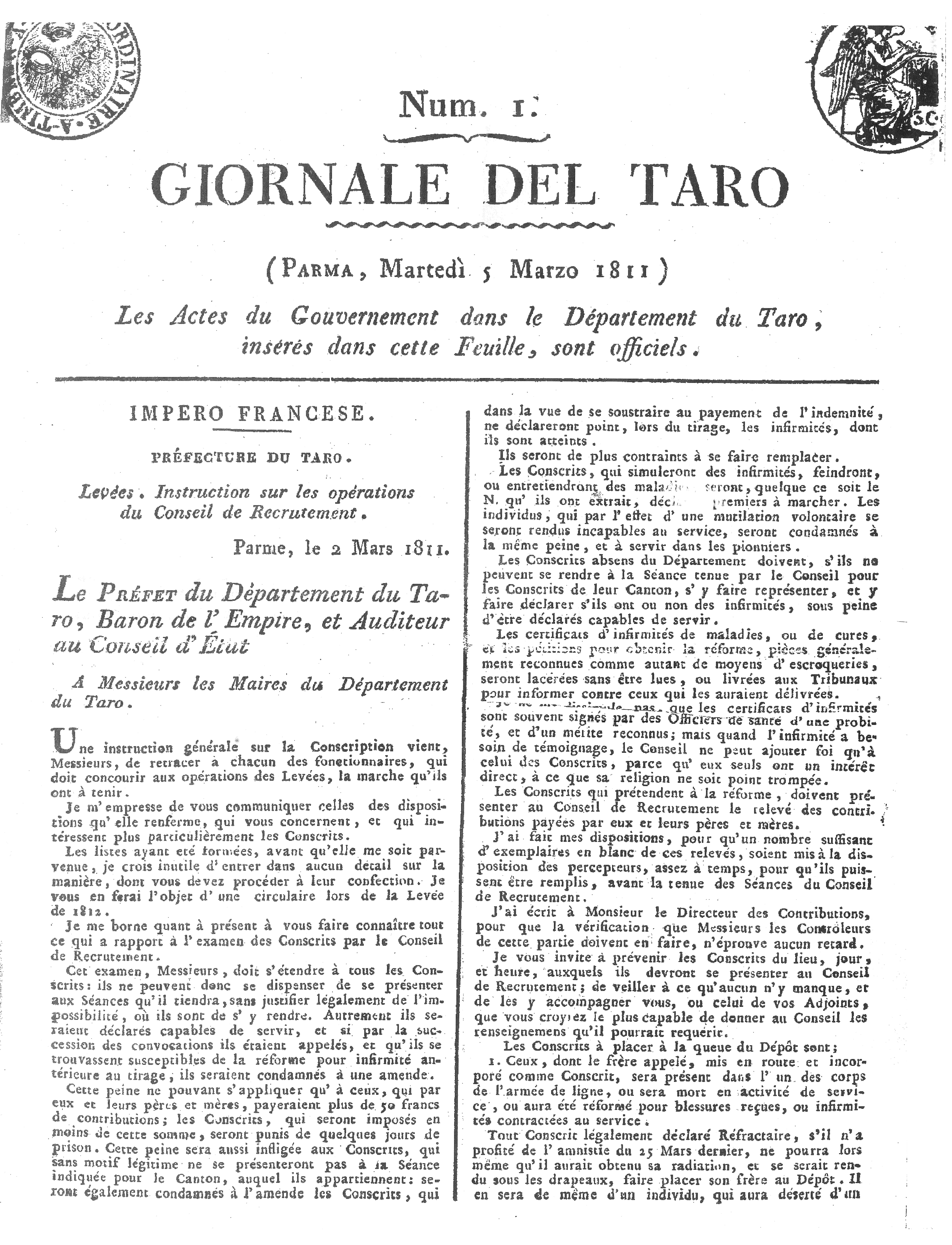
La prima copia del Giornale del Taro del 15 marzo del 1811

Per alcuni anni, anche in seguito all'annessione del ducato di Parma alla Francia, nel territorio parmense non fu pubblicato alcun giornale.
Tuttavia, a partire dal 15 marzo del 1811 la tipografia Carmignani iniziò la pubblicazione del Giornale del Taro, organo ufficiale del Dipartimento del Taro; la testata, stampata in italiano e francese, usciva il martedì e il sabato ed era incentrata prevalentemente sulle vittoriose battaglie napoleoniche, ma si occupava anche di cronaca, letteratura e teatro.
Il Giornale del Taro continuò a essere stampato fino all'8 febbraio del 1814. In seguito alla disgregazione dell'Impero francese, il 15 febbraio la pubblicazione riprese regolarmente con l'antico nome di Gazzetta di Parma.

### Epoca asburgica e borbonica

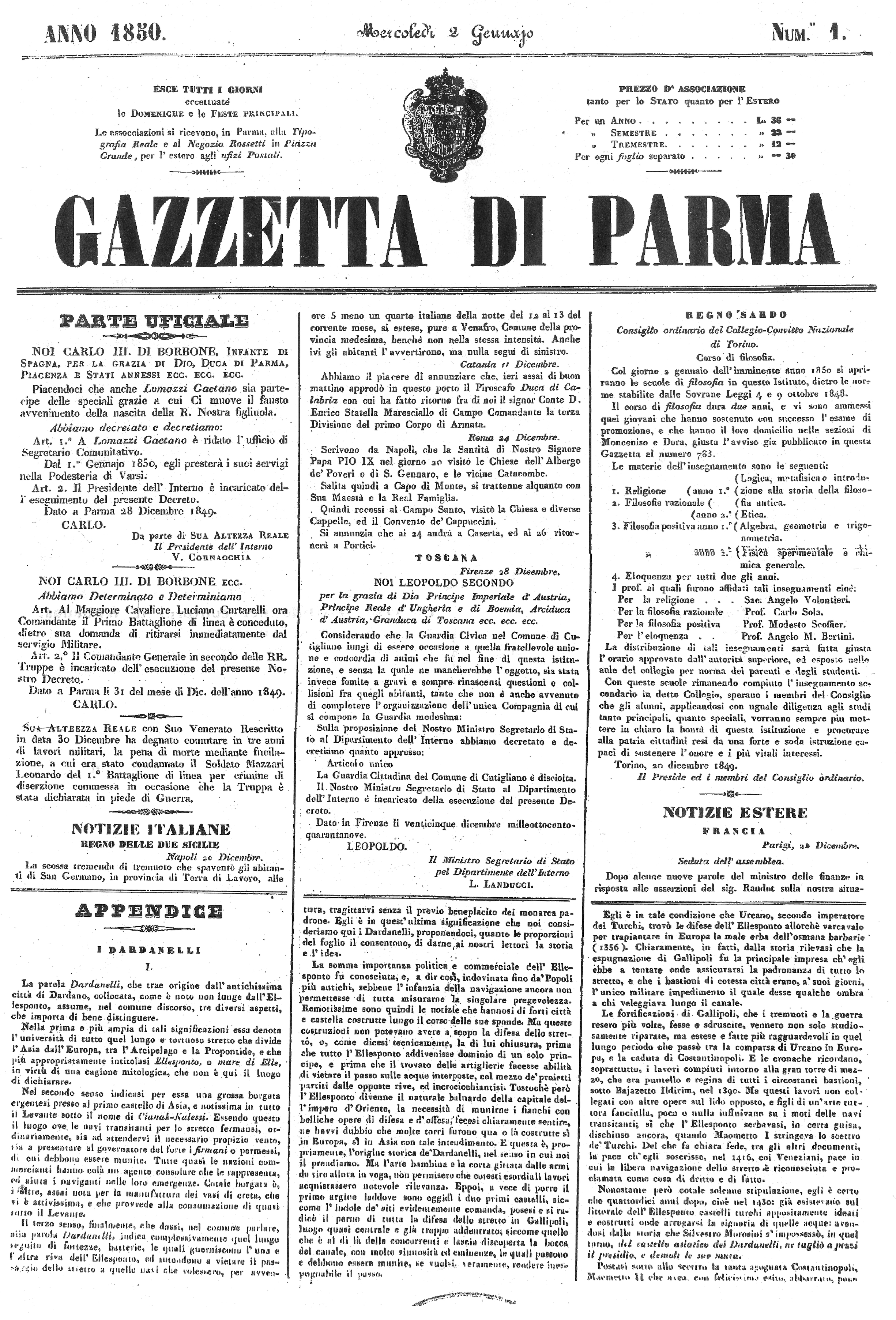
La prima copia della Gazzetta di Parma quotidiana del 2 gennaio del 1850

La Gazzetta di Parma continuò a essere pubblicata con cadenza bisettimanale fino alla fine del 1849, mentre dal 1º gennaio dell'anno seguente divenne un quotidiano; anche il formato cambiò, allargandosi, ma la proprietà rimase governativa.

### Regno d'Italia
Con la costituzione delle Province Unite del Centro Italia e la successiva annessione dell'ex Ducato di Parma e Piacenza al Regno d'Italia, il 1º gennaio del 1860 giornale cessò la funzione di organo ufficiale dello Stato e fu affidato in gestione dapprima al direttore Gabriele Sacerdoti e successivamente al redattore Davide Rabbeno.
Nel 1876 la testata venne acquisita da una società per azioni, presieduta dal podestà di Parma Girolamo Cantelli; tra i principali azionisti figuravano personalità di spicco tra le quali Giuseppe Verdi e alcuni parlamentari parmigiani. Il primo direttore della gestione privata fu il giornalista Parmenio Bettoli.
Nel 1880 subentrò Pellegrino Molossi, che acquistò e diresse il giornale per trentadue anni fino alla morte nel 1912. Gli succedette il figlio Gontrano, che trasformò la testata in quotidiano locale, incentrato sulla realtà di Parma e della sua provincia.

#### Epoca fascista
Alla morte di Gontrano Molossi nel settembre del 1927, la Gazzetta di Parma fu ereditata per disposizioni testamentarie dall'Associazione nazionale mutilati e invalidi di guerra, che ne affidò la direzione a Priamo Brunazzi, di posizioni antifasciste, e Leonida Fietta, dell'opposto schieramento.
Nel 1928 il giornale fu direttamente acquistato dal Partito Nazionale Fascista, che lo fuse con il Corriere Emiliano, di sua proprietà dal 1926; la testata assunse il nome di Corriere Emiliano, mantenendo come sottotitolo l'antica denominazione di Gazzetta di Parma. In quegli anni la qualità del quotidiano migliorò, grazie anche alla contribuzione di redattori come Alessandro Minardi, Giovannino Guareschi, Pietro Bianchi ed Egisto Corradi.
Nel 1941, durante la direzione di Corrado Rocchi, il giornale riprese l'antica denominazione di Gazzetta di Parma.

### Repubblica italiana
In seguito alla caduta della Repubblica Sociale Italiana, la gestione del quotidiano passò provvisoriamente al Comitato di Liberazione Nazionale; come bene ex fascista, per legge il giornale fu messo all'asta e l'8 gennaio del 1948 fu acquistato dalla S.E.G.E.A. (Società Editrice Giornali e Affini).
La direzione del quotidiano fu affidata inizialmente a direttori non parmigiani, che penalizzarono la cronaca della città in favore delle notizie dall'Italia e dal resto del mondo, subendo così la concorrenza di altre testate nazionali.
La situazione cambiò con la nomina nel 1957 di Baldassarre Molossi, che trasformò definitivamente la Gazzetta di Parma in quotidiano locale.
Il 18 settembre del 1960 fu inaugurata la moderna sede di via Emilio Casa, che prese il posto di quella antica di via Aurelio Saffi ormai inadeguata; gli ampi spazi dell'edificio consentirono l'acquisto di nuove rotative, utilizzate fino al 1987, quando fu realizzato il nuovo centro stampa di via Mantova.
Il 1º gennaio del 1993, dopo 35 anni di direzione durante i quali la tiratura del quotidiano quintuplicò, Baldassarre Molossi lasciò il posto a Bruno Rossi, che il 1º maggio del 1998 passò il timone a Giuliano Molossi.
Il 13 febbraio del 2002 fu inaugurata, accanto al centro stampa, la nuova sede di via Mantova, ove si trasferirono la redazione e gli studi televisivi di Tv Parma.
Il 1º ottobre del 2015 la direzione fu affidata ad interim a Claudio Rinaldi; il 24 novembre seguente l'incarico fu assegnato a Michele Brambilla, al quale il 1º marzo del 2019 subentrò nuovamente Claudio Rinaldi.
Il 19 aprile 2021 cambiò la veste grafica, con il ridisegno della testata e l'utilizzo del carattere Bodoni nei titoli. Un'ulteriore modifica nella testata fu effettuata il 5 dicembre dello stesso anno, con la sostituzione dello stemma borbonico con quello farnesiano in seguito alla retrodatazione del primo esemplare del giornale.

## Variazioni dell'assetto proprietario
- Prima del 1820 il giornale apparteneva ai relativi stampatori (Rosati, Carmignani) e, dal 1772 al 1796, al Governo ducale.[3]
- 1820-1860 - Tipografia governativa, di proprietà del Governo ducale.
- 1860 - Gabriele Sacerdoti.
- 1861-1862, 30 settembre - Tipografia del Governo.
- 1862, 1º ottobre-1876 - Davide Rabbeno.
- 1876-1883 - Società Editrice della Gazzetta, presieduta dal senatore Girolamo Cantelli (con azionisti, tra gli altri, il maestro Giuseppe Verdi, il vicepresidente delle Camera Giuseppe Piroli e il senatore Francesco Bianchi, presidente del Consiglio di Stato).[3]
- 1884-1927 - Famiglia Molossi.[3]
- 1927-1928 - Associazione nazionale mutilati e invalidi di guerra.[3]
- 1928-1943, 24 luglio - Società Anonima Corriere Emiliano di proprietà del Partito Nazionale Fascista (fusione col Corriere Emiliano).
- 1943, 25 luglio-1943, 8 settembre - Governo Badoglio.
- 1943, settembre-1945, aprile - Governo Repubblica Sociale Italiana.
- 1945-1946 - Gestione del Comitato di Liberazione Nazionale.
- 1946-1948 - Gestione Stabilimento Grafico Cooperativo.
- Dal 1948 - S.E.G.E.A., Società Editrice Giornali e Affini.[3]

## Direttori

### Gazzetta di Parma
- abate Taranza (1761)
- conte Anton Giuseppe della Torre di Rezzonico (1762)
- Cesare Zurlini (1763)
- abate Premoli (1764)
- abate Giuseppe Pezzana (1764-1772)
- abate Angelo Schenoni (1772-1796)[11]

### Giornale del Taro
- Angelo Pezzana (1811-1812)
- Domenico Rossetti (1812-1814)[11]

### Gazzetta di Parma
- Giuseppe Adorni (1814-1820)
- Tommaso Antonio Gaetano Bruni (1820-1821)
- Domenico Bosi (1821-1823)
- Paolo Oppici (1823-1849)
- Biagio Fraxola (1849-1850)
- Giuseppe Carmignani (1850-1852)
- Pietro Martini (1852-1857)
- Gaetano Buttafuoco (1857-1859)
- Gabriele Sacerdoti (1859-1860)
- Giovanni Adorni (1861-1862)
- Davide Rabbeno (1862-1876)
- Parmenio Bettoli (1876-1880)
- Pellegrino Molossi (1880-1912)
- Gontrano Molossi (1912-1927)
- Priamo Brunazzi e Leonida Fietta (1927-1928)[11]

### Corriere Emiliano
- Luigi Passerini (1927-1931)
- Stanis Ruinas (1931-1932)
- Guido Gamberini (1932-1936)
- Giorgio Rosso (1937-1940)
- Silvio Maurano (1940-1941)[11]

### Gazzetta di Parma
- Corrado Rocchi (1941-27 luglio 1943)
- vacante (28 luglio 1943-9 settembre 1943)
- Glauco Copertini in qualità di redattore responsabile comandato (16 settembre 1943-30 settembre 1943)
- Attilio Musini (1º ottobre 1943-25 novembre 1943)
- Pino Romualdi (26 novembre 1943-7 aprile 1944)
- Corrado Rocchi (8 aprile 1945-22 aprile 1945)
- Tito De Stefano (27 aprile 1945 - 8 maggio 1945)
- Tito De Stefano e Ferdinando Bernini (9 maggio 1945-1946)
- Biagio Riguzzi (1946-1948)
- Guido Elli (1948-1949)
- Ugo Cuesta (1949)
- Enrico Cavacchioli (1949-1951)
- Mario Nino Ferrara (1951-1955)
- Michele Intaglietta (1955-1957)
- Baldassarre Molossi (1957-31 dicembre 1992)
- Bruno Rossi (1º gennaio 1993-30 aprile 1998)
- Giuliano Molossi (1º maggio 1998-30 settembre 2015)
- Claudio Rinaldi ad interim (1º ottobre 2015-23 novembre 2015)
- Michele Brambilla (24 novembre 2015[11]-28 febbraio 2019)
- Claudio Rinaldi (dal 1º marzo 2019)[12]

## La Gazzetta Card
A partire dal febbraio 2008 è possibile, per gli abbonati, continuare a ricevere il giornale via posta ordinaria oppure acquistarlo in edicola esibendo la "Gazzetta Card", che dà diritto ad una copia del giornale.

## Diffusione
| Anno | Tiratura | Diffusione (Italia + estero) |
| ---- | -------- | ---------------------------- |
| 2005 | 53 072   | 43 216                       |
| 2006 | 52 955   | 43 559                       |
| 2007 | 51 954   | 42 596                       |
| 2008 | 51 160   | 42 090                       |
| 2009 | 50 256   | 41 564                       |

| Anno | Diffusione Italia (Vendita + abbonam.) |
| ---- | -------------------------------------- |
| 1985 | 44 886                                 |
| 1990 | 49 965                                 |
| 1995 | 45 684                                 |
| 1996 | 45 707                                 |
| 1997 | 45 357                                 |
| 1998 | 45 038                                 |
| 1999 | 45 028                                 |
| 2000 | 44 722                                 |
| 2001 | 44 696                                 |
| 2002 | 43 096                                 |
| 2003 | 42 728                                 |
| 2004 | 42 645                                 |

Dati Ads - Accertamenti Diffusione Stampa.

## Fumetti
Il giornale ha ospitato le strisce a fumetti dei fratelli Origone, Quelli di Parma di Leo Ortolani e Sturmtruppen di Bonvi.